# Coronado (Uruguay)
Pour les articles homonymes, voir Coronado.
Coronado est une ville de l'Uruguay située dans le département d'Artigas. Sa population est de 438 habitants.

## Géographie
Coronado est située dans le secteur 7, au sud de la ville de Bella Unión.

## Population
| Année | Population |
| ----- | ---------- |
| 1963  | 360        |
| 1975  | 441        |
| 1985  | 403        |
| 1996  | 373        |
| 2004  | 469        |
| 2011  | 438        |

,